# BEST FOR YOU〜Single Collection
『BEST FOR YOU〜Single Collection』（ベスト・フォー・ユー シングル・コレクション）は、PINK SAPPHIREのベスト・アルバム。

## 内容
それまでのシングル表題曲・カップリングを発売順に集めた初のベスト・アルバム。なお、1995年10月25日にレーベルを引き継いだワーナーミュージック・ジャパンから廉価版（Q盤）として再発売された。

## 収録曲
1. P.S. I LOVE YOU
作詞：石田美紀　作曲：小路隆　編曲：PINK SAPPHIRE
2. 5番目の季節
作詞：三浦徳子　作曲：石田美紀　編曲：土方隆行・PINK SAPPHIRE
3. 抱きしめたい
作詞：安藤義彦　作曲：鴨井学　編曲：土方隆行
4. Pink／White X'mas
作詞：安藤義彦　作曲：柴矢俊彦　編曲：土方隆行
5. HELLO GOODBYE
作詞：美遊砂　作曲：宮口博行　編曲：土方隆行
6. Bye Bye バレンタイン
作詞：鮎川めぐみ　作曲：金田一郎　編曲：土方隆行
7. ハッピーの条件。
作詞：田口俊　作曲：宮口博行　編曲：土方隆行
8. 微笑をかかえて
作詞：鮎川めぐみ　作曲：金田一郎　編曲：土方隆行
9. オールウェザー・ガール
作詞：田口俊　作曲：多々納好夫　編曲：土方隆行
10. SMILE
作詞：塚田彩湖　作曲：塚田彩湖・石田美紀　編曲：土方隆行・PINK SAPPHIRE
11. TOMORROW
作詞：石田美紀　作曲：鈴木孝子　編曲：土方隆行・PINK SAPPHIRE
12. POWER OF LOVE
作詞：塚田彩湖　作曲：塚田彩湖・石田美紀　編曲：土方隆行・PINK SAPPHIRE
13. For the Earth
作詞：森ユキ・坂本裕介・PINK SAPPHIRE　作曲：PINK SAPPHIRE・坂本裕介　編曲：土方隆行・PINK SAPPHIRE
14. Begin
作詞：菊野晴泉　作曲：鈴木孝子　編曲：土方隆行・PINK SAPPHIRE